# Eppendorf
Eppendorf è un comune di 4.674 abitanti della Sassonia, in Germania.

Appartiene al circondario della Sassonia Centrale.

## Amministrazione

### Gemellaggi
Eppendorf è gemellata con:
- Lohmar, dal 1990